# Torre dei Lanfranconi (Mandello del Lario)
La Torre dei Lanfranconi o Castello dei Lafranconi, conosciuta anche come Torre di Rongio, è una torre in muratura, situata nella frazione di Rongio del comune di Mandello del Lario, risalente probabilmente al XIII secolo con scopo difensivo.

## Storia
La storia della torre non è mai stata approfondita per il fatto che è sempre rimasta in mano a privati. Quello che sappiamo lo possiamo ricavare dal confronto con altre torri di simil fattura. Sembra essere una torre di avvistamento, ma è possibile anche identificarla come casatorre, quello che invece sembra mettere d'accordo i vari storici è la collocazione temporale della costruzione all'incirca databile fra XII secolo e XIII secolo. La denominazione "torre dei Lafranconi" è dovuta alla proprietà della torre che dal XIV secolo si identifica con la potente famiglia di Mandello. È utilizzata oggi come edificio agricolo da privati.

## Descrizione
La torre di Rongio completa la linea difensiva che protegge Mandello e Abbadia, controlla la strada che scende dalla Chiesa di Santa Maria sopra Olcio e nel contempo anche gli abitati di Rongio e Somana. La costruzione poggia su un muro rinforzato dal lato del lago, ha una sezione quadrata di 6 metri per lato e 11 metri d'altezza. La copertura originaria era piatta e priva di merlatura, probabilmente con una copertura a lastroni di pietra, mentre oggi è di tegole. L'accesso originale era probabilmente a lago e quello a monte è da considerare successivo. Le feritoie sono innumerevoli e si possono paragonare per modalità di costruzione con quelle della vicina Torre del Barbarossa e Torre di Crebbio, ma in altre è presente il sistema trilitico presente nella Torraccia. Le feritoie osservano Mandello basso e la sua torre, l'area di Maggiana e l'area attualmente occupata dalla Chiesa del Sacro Cuore